# Syzygium fullagarii
Syzygium fullagarii är en myrtenväxtart som först beskrevs av Ferdinand von Mueller, och fick sitt nu gällande namn av Lyndley Alan Craven. Syzygium fullagarii ingår i släktet Syzygium och familjen myrtenväxter.
Artens utbredningsområde är Lord Howeön. Inga underarter finns listade i Catalogue of Life.

## Bildgalleri

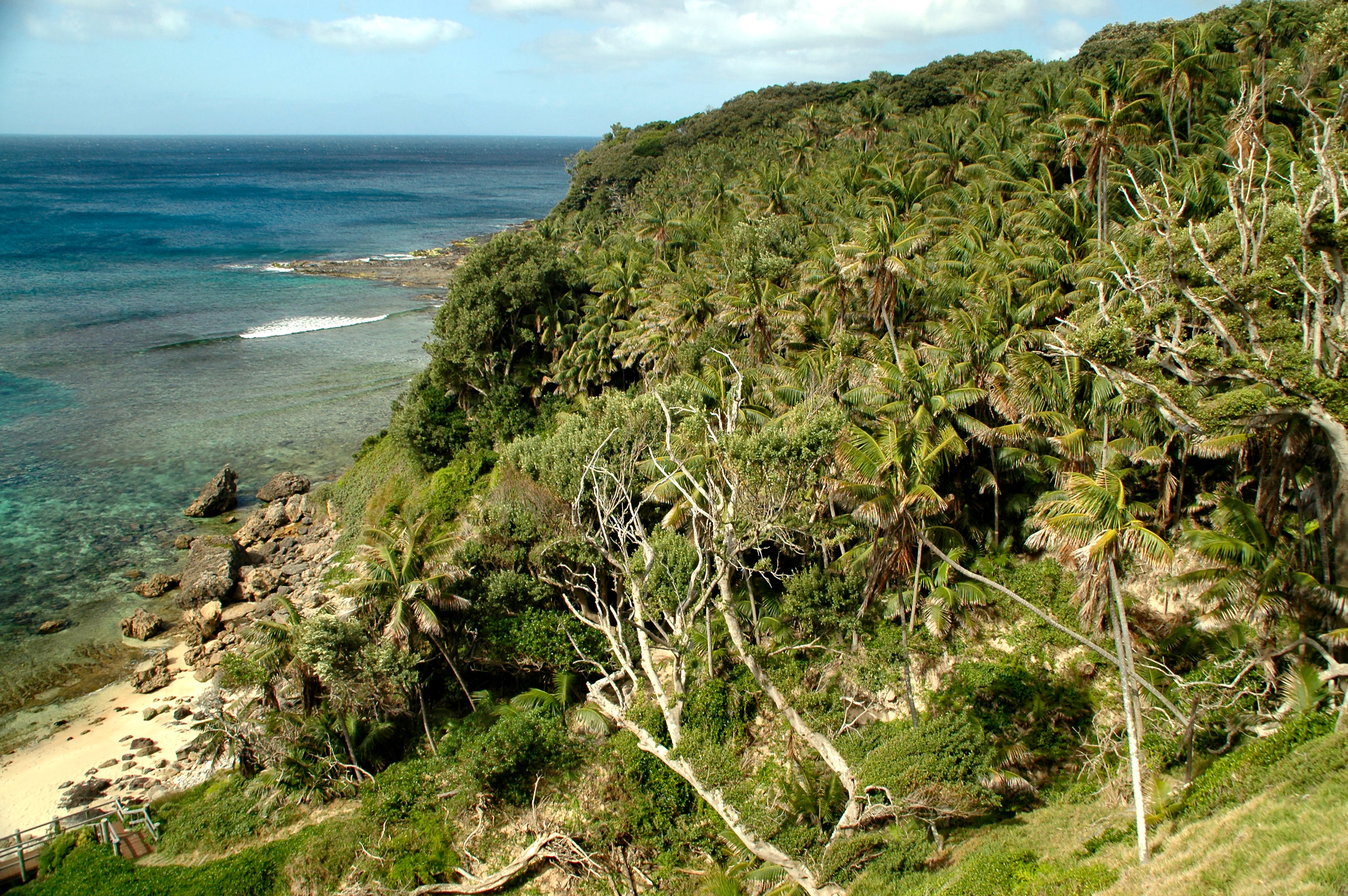